# محمدرضا اکبریان
 محمدرضا اکبریان  (زاده ۱۵ فروردین ۱۳۵۷ در کرج) داور بازنشسته ایرانی فوتبال است. وی در سال ۱۳۷۶ داوری را شروع کرده و از سال ۱۳۸۵ تا ۱۴۰۰ در لیگ برتر فوتبال ایران قضاوت کرد.